# Afrikaanse draakvis
De Afrikaanse draakvis (Hydrolagus africanus) is een vis uit de familie kortneusdraakvissen. De vis komt voor in de Atlantische Oceaan en Indische Oceaan  op diepten van 303 tot 1300 m maar wordt meestal aangetroffen op diepten van 421 tot 750 m. De vis kan een lengte bereiken van 98 cm.